# Пилот мечты
«Пилот-мечты» — шестой роман по миру сферы Великорасы, написанный Александром Зоричем в соавторстве с Климом Жуковым. Книга была выпущена в сентябре 2011 года. Она продолжает цикл о противостоянии России и её недруге зороастрийской Конкордии, начатый Зоричем в 2003 году романом «Завтра война».

## Сюжет
События книги разворачиваются за полгода до начала войны с Конкордией. Главного героя, Андрея Румянцева, выгоняют из Северной Военно-Космической Академии, и, не желая заниматься каким-либо другим делом, юноша отправляется за пределы Российской директории, служить пилотом частного концерна. Его ожидают столкновения с пиратами и контрабандистами, с жестокостью, жадностью и несправедливостью. Румянцеву предстоит пересмотреть многие свои позиции и научиться новому, для того чтобы выжить.

## Издания
Александр Зорич, Клим Жуков. Пилот мечты. — М.: АСТ, 2011. — 380 с. — (Вселенная «Завтра война»)

## Отзывы
Журнал «Мир фантастики» оценил роман на 7 баллов из 10. Рецензент журнала Алексей Ионов резюмировал: «Единственный существенный минус книги заключается в том, что „Пилот мечты“ — первая часть новой трилогии, поэтому действие обрывается на самом интересном месте».